# Salinda Randeewa
Salinda Randeewa K. W. (* 24. Januar 1986) ist ein sri-lankischer Hürdenläufer, der sich auf den 110-Meter-Hürdenlauf spezialisiert hat.

## Sportliche Laufbahn
Erste internationale Erfahrungen sammelte Salinda Randeewa im Jahr 2016, als er bei den Südasienspielen in Guwahati in 14,55 s den sechsten Platz.
In den Jahren 2012 und 2016 wurde Randeewa sri-lankischer Meister im 110-Meter-Hürdenlauf.

## Persönliche Bestzeiten
- 110 m Hürden: 14,45 s (+1,2 m/s), 31. Oktober 2018 in Colombo